# جيش بوتوماك

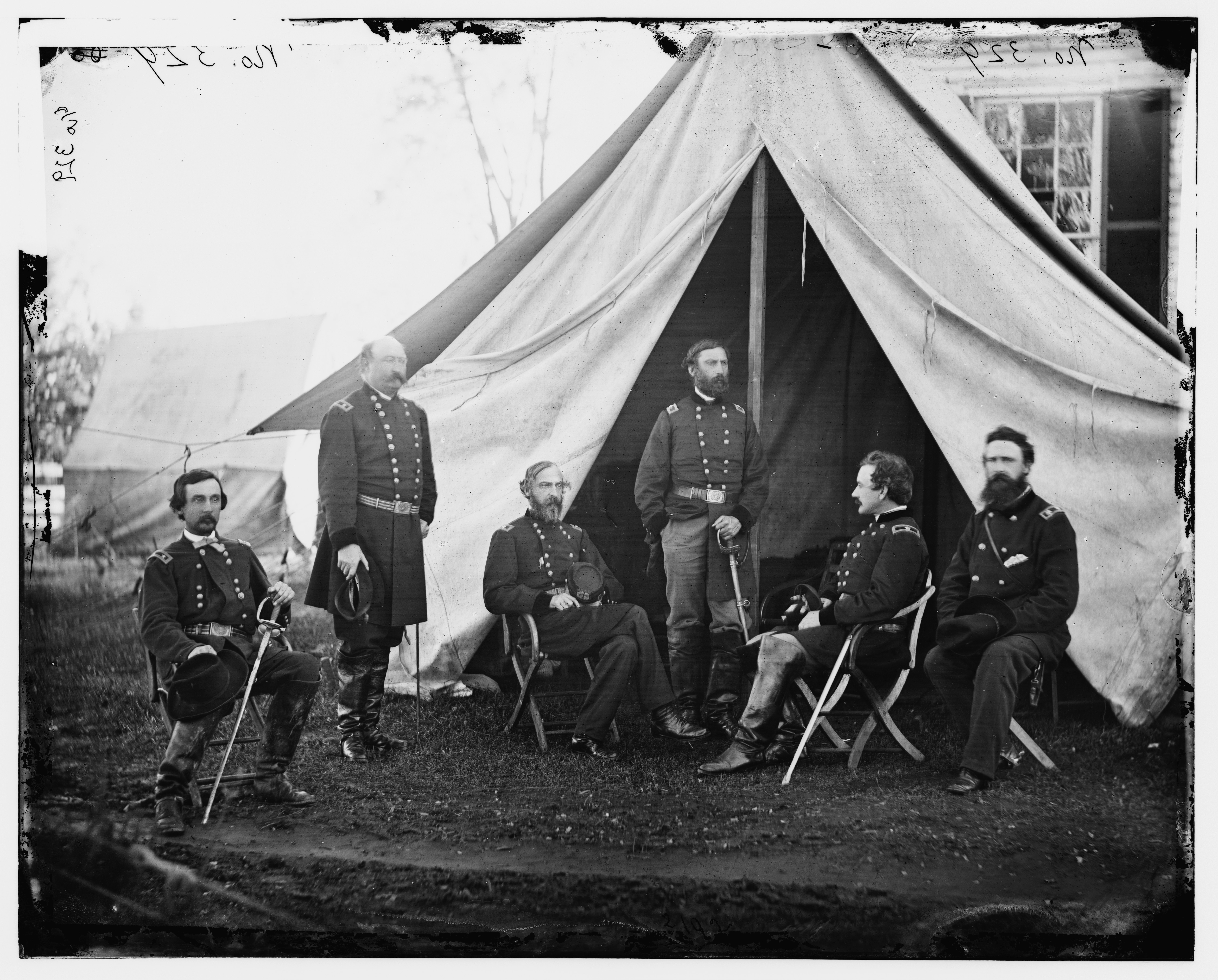
كلببر بولاية فرجينيا الجنرالات في جيش بوتوماك: جوفيرنور وارن ووليم فرنش وجورج ميد وهنري هانت واندرو همفريز وجورج سايكس

تم إنشاء جيش بوتوماك في عام 1861، أثناء الحرب الأهلية الأمريكية، وكان حينها في حجم سلاح المشاة فقط (نسبة إلى حجم جيوش الاتحاد في وقت لاحق في الحرب).